# كونراد ك. سير
كونراد ك. سير (بالإنجليزية: Conrad K. Cyr)‏ هو قاضي ومحامي أمريكي، ولد في 9 ديسمبر 1931 في ليمستون في الولايات المتحدة، وتوفي في 28 يوليو 2016 في هامبتون في الولايات المتحدة.